# Nan Provincial Administrative Organization Stadium
Das Nan Provincial Administrative Organization Stadium (Thai สนามกีฬา อบจ.น่าน หรือ สนามกีฬา จ.น่าน), oder auch Nan Province Stadium genannt,  ist ein Mehrzweckstadion in Nan in der Provinz Nan, Thailand. Es wird derzeit hauptsächlich für Fußballspiele genutzt und ist das Heimstadion vom Viertligisten Nan FC. Das Stadion hat eine Kapazität von 2500 Personen. Eigentümer und Betreiber des Stadions ist die Nan Provincial Administrative Organization.

## Nutzer des Stadions
| Verein | Zeitraum der Nutzung |
| ------ | -------------------- |
| Nan FC | 2014 bis heute       |